# Brottning vid olympiska sommarspelen 1976
Brottningen vid olympiska sommarspelen 1976 hölls i Montréal och var uppdelat i två discipliner; grekisk-romersk stil och fristil. Tävlingarna var endast öppna för män. 

## Medaljer

### Medaljsummering
| Plac. | Land            | Guld | Silver | Brons | Totalt antal medaljer |
| ----- | --------------- | ---- | ------ | ----- | --------------------- |
| 1     | Sovjetunionen   | 12   | 5      | 1     | 18                    |
| 2     | Japan           | 2    | 0      | 4     | 6                     |
| 3     | Bulgarien       | 1    | 3      | 3     | 7                     |
| 4     | USA             | 1    | 3      | 2     | 6                     |
| 5     | Jugoslavien     | 1    | 1      | 0     | 2                     |
| 6     | Polen           | 1    | 0      | 2     | 3                     |
| 7     | Sydkorea        | 1    | 0      | 1     | 2                     |
| 8     | Finland         | 1    | 0      | 0     | 1                     |
| 9     | Rumänien        | 0    | 3      | 3     | 6                     |
| 10    | Ungern          | 0    | 1      | 1     | 2                     |
| 10    | Östtyskland     | 0    | 1      | 1     | 2                     |
| 12    | Tjeckoslovakien | 0    | 1      | 0     | 1                     |
| 12    | Iran            | 0    | 1      | 0     | 1                     |
| 12    | Mongoliet       | 0    | 1      | 0     | 1                     |
| 15    | Västtyskland    | 0    | 0      | 1     | 1                     |

## Medaljtabell

### Fristil, herrar
| Klass                     | Guld                              | Silver                             | Brons                      |
| Lätt flugvikt Detaljer... | Khasan Isaev · Bulgarien          | Roman Dmitriyev · Sovjetunionen    | Akira Kudo · Japan         |
| Flugvikt Detaljer...      | Yuji Takada · Japan               | Aleksandr Ivanov · Sovjetunionen   | Jeon Hae-Sup · Sydkorea    |
| Bantamvikt Detaljer...    | Vladimir Yumin · Sovjetunionen    | Hans-Dieter Brüchert · Östtyskland | Masao Arai · Japan         |
| Fjädervikt Detaljer...    | Yang Jung-Mo · Sydkorea           | Zevegiin Oidov · Mongoliet         | Gene Davis · USA           |
| Lättvikt Detaljer...      | Pavel Pinigin · Sovjetunionen     | Lloyd Keaser · USA                 | Yasaburo Sugawara · Japan  |
| Weltervikt Detaljer...    | Jiichiro Date · Japan             | Mansour Barzegar · Iran            | Stanley Dziedzic · USA     |
| Mellanvikt Detaljer...    | John Peterson · USA               | Viktor Novozhilov · Sovjetunionen  | Adolf Seger · Västtyskland |
| Lätt tungvikt Detaljer... | Levan Tediashvili · Sovjetunionen | Ben Peterson · USA                 | Stelică Morcov · Rumänien  |
| Tungvikt Detaljer...      | Ivan Yarygin · Sovjetunionen      | Russell Hellickson · USA           | Dimo Kostov · Bulgarien    |
| Supertungvikt Detaljer... | Soslan Andiyev · Sovjetunionen    | József Balla · Ungern              | Ladislau Şimon · Rumänien  |

### Grekisk-romersk stil, herrar
| Klass                     | Guld                                 | Silver                               | Brons                              |
| Lätt flugvikt Detaljer... | Alexei Shumakov · Sovjetunionen      | Gheorghe Berceanu · Rumänien         | Stefan Angelov · Bulgarien         |
| Flugvikt Detaljer...      | Vitali Konstantinov · Sovjetunionen  | Nicu Gingă · Rumänien                | Koichiro Hirayama · Japan          |
| Bantamvikt Detaljer...    | Pertti Ukkola · Finland              | Ivan Frgić · Jugoslavien             | Farhat Mustafin · Sovjetunionen    |
| Fjädervikt Detaljer...    | Kazimierz Lipień · Polen             | Nelson Davidyan · Sovjetunionen      | László Réczi · Ungern              |
| Lättvikt Detaljer...      | Suren Nalbandyan · Sovjetunionen     | Ştefan Rusu · Rumänien               | Heinz-Helmut Wehling · Östtyskland |
| Weltervikt Detaljer...    | Anatoly Bykov · Sovjetunionen        | Vítězslav Mácha · Tjeckoslovakien    | Karl-Heinz Helbing · Västtyskland  |
| Mellanvikt Detaljer...    | Momir Petković · Jugoslavien         | Vladimir Cheboksarov · Sovjetunionen | Ivan Kolev · Bulgarien             |
| Lätt tungvikt Detaljer... | Valeri Rezantsev · Sovjetunionen     | Stoyan Ivanov · Bulgarien            | Czesław Kwieciński · Polen         |
| Tungvikt Detaljer...      | Nikolai Balboshin · Sovjetunionen    | Kamen Goranov · Bulgarien            | Andrzej Skrzydlewski · Polen       |
| Supertungvikt Detaljer... | Alexander Kolchinsky · Sovjetunionen | Alexander Tomov · Bulgarien          | Roman Codreanu · Rumänien          |